# Blabomma lahondae
Blabomma lahondae là một loài nhện trong họ Dictynidae.
Loài này thuộc chi Blabomma. Blabomma lahondae được Ralph Vary Chamberlin & Wilton Ivie miêu tả năm 1937.